# 디에고 마르티네스 페나스
디에고 마르티네스 페나스(스페인어: Diego Martínez Penas, 1980년 12월 16일, 갈리시아 주 비고 ~)는 스페인의 축구 감독이다.
하부 리그에서 지도자 생활을 시작한 그는 2군 감독을 비롯해 세비야의 여러 직위를 맡았다. 이후, 그는 오사수나와 그라나다 감독직을 역임했고, 후자의 구단에서 라 리가 승격을 이룩했다.

## 축구 경력

### 초기 경력
마르티네스는 갈리시아 주 폰테베드라 도 비고 출신으로, 선수 시절에 양쪽 측면을 모두 맡을 수 있는 측면 수비수였다. 그는 셀타 비고와 카디스의 유소년부에서 축구를 시작해, 후자의 구단에서 9년을 보냈었다.
마르티네스는 불과 20세에 프로 축구를 접고, 1군 선수를 겸하던 시절에 임페리오 알볼로테의 유소년부 지휘봉을 잡아 감독으로서의 길에 들었다. 2004년, 그는 아레나스 아르미야로 이적하여 처음에 유소년부 감독을 맡았다.
2005-06 시즌에 수석 코치를 맡던 마르티네스는 2006년 7월에 테르세라 디비시온의 1군 총감독이 되었다. 이듬해, 그는 모트릴의 감독이 되어 이 직위를 2년 맡았다.

### 세비야
2009년 10월, 마르티네스는 세비야에 입단해 본래 비선수진 일원이 되었다. 그는 이듬해에 구단 3군 감독을 맡았다가 청년부로 이직했다.
2012년 5월 22일, 마르티네스는 하비 나바로의 후임으로 1군의 수석 코치로 명명되었다. 2014년 6월 13일, 그는 세군다 디비시온 B의 2군 감독으로 임명되었고, 2016년에 세군다 디비시온 승격을 이룩했다.
2군의 강등을 간신히 면한 후, 마르티네스는 계약을 연장하지 않았고, 2017년 6월 14일에 오사수나의 감독으로 취임했다. 이듬해 6월 7일, 오사수나가 플레이오프전에 들지 못하면서, 마르티네스는 사표를 제출했다.

### 그라나다
2018년 6월 14일, 마르티네스는 그라나다 감독으로 취임해 시즌 말에 라 리가 승격을 이룩했다. 2019-20 시즌에 최연소 감독이었던 그의 선수단은 처음 10경기에서 승점 20점을 적립해 역사상 최고의 출발을 보였고, 그라나다는 나스르 군단은 2주 동안 리그 선두에 올랐었다. 그 결과, 그는 2019년 11월 14일에 2021년까지 유효한 1년 연장 계약을 체결했다.
2019년 12월 16일, 그는 호세 보르달라스와 함께 전 시즌의 공로로 마르카가 주관한 트로페오 미겔 무뇨스의 주인공으로 선정되었다. 그라나다는 1부 리그 복귀 시즌에 7위의 돌풍을 일으키면서, 사상 첫 유로파리그 진출권을 손에 넣었다. 그 다음 시즌 유로파리그에서 그라나다는 8강까지 올라갔지만, 맨체스터 유나이티드에 무릎을 꿇었다.
2021년 5월 27일, 마르티네스는 계약이 만료되면서 구단을 떠났다.

### 에스파뇰
2022년 5월 31일, 마르티네스는 또다른 1부 리그 구단인 에스파뇰과 2년 계약을 맺고 사령탑에 취임했다.

## 감독 통계
2023년 4월 1일 기준
| 구단              | 국적   | 취임            | 해임            | 기록 | 기록 | 기록 | 기록 | 기록 | 기록 | 기록 | 기록  | 주     |
| 구단              | 국적   | 취임            | 해임            | 전   | 승   | 무   | 패   | 득   | 실   | 차   | 율 %  | 주     |
| ----------------- | ------ | --------------- | --------------- | ---- | ---- | ---- | ---- | ---- | ---- | ---- | ----- | ------ |
| 아레나스 아르미야 | 스페인 | 2006년 7월 1일  | 2007년 6월 30일 | 38   | 20   | 6    | 12   | 56   | 26   | +30  | 52.63 | [ 20 ] |
| 모트릴            | 스페인 | 2007년 7월 1일  | 2009년 6월 30일 | 80   | 39   | 20   | 21   | 134  | 103  | +31  | 48.75 | [ 21 ] |
| 세비야 C          | 스페인 | 2010년 7월 1일  | 2011년 6월 30일 | 38   | 12   | 15   | 11   | 42   | 40   | +2   | 31.58 | [ 22 ] |
| 세비야 B          | 스페인 | 2014년 6월 13일 | 2017년 6월 14일 | 124  | 43   | 47   | 34   | 146  | 124  | +22  | 34.68 | [ 23 ] |
| 오사수나          | 스페인 | 2017년 6월 14일 | 2018년 6월 7일  | 44   | 17   | 16   | 11   | 47   | 37   | +10  | 38.64 | [ 24 ] |
| 그라나다          | 스페인 | 2018년 6월 14일 | 2021년 5월 27일 | 146  | 69   | 30   | 47   | 202  | 167  | +35  | 47.26 | [ 25 ] |
| 에스파뇰          | 스페인 | 2022년 5월 31일 | 2023년 4월 3일  | 31   | 9    | 9    | 13   | 40   | 46   | −6   | 29.03 |        |
| 합계              | 합계   | 합계            | 합계            | 501  | 209  | 143  | 149  | 667  | 543  | +124 | 41.72 | —      |

## 수상

### 감독
개인
- 트로페오 미겔 무뇨스: 2018–19[15]